# Liste de reptiles endémiques de France
Une espèce biologique est dite endémique d'une zone géographique lorsqu'elle n'existe que dans cette zone à l'état spontané.
Cet article liste les espèces de reptiles endémiques de France : départements métropolitains (dont la Corse), départements d'outre-mer (Guadeloupe, Martinique, Guyane et Réunion) et collectivités d'outre-mer à statut proche du statut départemental (Saint-Pierre-et-Miquelon, Mayotte, Saint-Martin et Saint-Barthélemy), mais n'inclut pas les anciens territoires d'outre-mer de Wallis-et-Futuna (collectivité territoriale), de la Polynésie française et de la Nouvelle-Calédonie (pays d'outre-mer) et des îles Éparses, de l'île de Clipperton et des Terres australes et antarctiques françaises (districts d'outre-mer). 
Les espèces éteintes sont prises en considération si elles ont été observées vivantes après 1500.

## Tortues

### Testudinidés
- Tortue terrestre de Bourbon (Cylindraspis indica) (Réunion) - Éteinte

## Lézards

### Chaméléonidés
- Caméléon de Mayotte (Furcifer polleni) (Mayotte) - Préoccupation mineure

### Gekkonidés
- Lézard vert de Manapany (Phelsuma inexpectata) (Réunion)
- Gecko diurne à bandes noires de Mayotte (Phelsuma nigristriata) (Mayotte) - Vulnérable
- Gecko diurne de Pasteur (Phelsuma pasteuri) (Mayotte) - Quasi menacé
- Gecko diurne 'à ligne dorsale rouge' (Phelsuma robertmertensi) (Mayotte) - En danger

### Iguanidés
- Holotropide de L'Herminier (Leiocephalus herminieri) (Martinique) – Éteint
- Léiocéphale roquet (Leiocephalus roquetus) (La Désirade-Guadeloupe) – Éteint

### Polychrotidés
- Anolis de la Petite-Terre (Anolis chrysops) (Îles de la Petite-Terre, Guadeloupe)
- Anolis de la Désirade (Anolis desiradei) (La Désirade, Guadeloupe)
- Anolis de Marie-Galante (Anolis ferreus) (Marie-Galante, Guadeloupe)
- Anolis de Kahouanne (Anolis kahouannensis) - (Îlet à Kahouanne et Tête à l'Anglais, Guedeloupe)
- Anolis brillant de la Guadeloupe (Anolis marmoratus) (Guadeloupe et Guyane française)
- Anolis de la Martinique (Anolis roquet) (Martinique)
- Anolis des Saintes (Anolis terraealtae) (Les Saintes, Guadeloupe)

### Téiidés
- Améive de la Guadeloupe (Pholidoscelis cineracea) (Guadeloupe) - Éteint
- Grand Améive (Pholidoscelis major) (Martinique) - Éteint

## Serpents

### Typhlopidés
- Typhlops de Saint-Barthélemy (Typhlops annae) (Saint-Barthélemy) - Données insuffisantes
- Typhlops de la Guadeloupe (Typhlops guadeloupensis) (Guadeloupe)

### Colubridés
- Couleuvre de Mayotte (Liophidium mayottensis) (Mayotte) - En danger
- Couresse des Saintes (Alsophis sanctonum) (Les Saintes, Guadeloupe) - En danger
- Couresse de la Martinique (Erythrolamprus cursor) (Rocher du Diamant, Martinique) - En danger critique d'extinction